# Trumer Seen

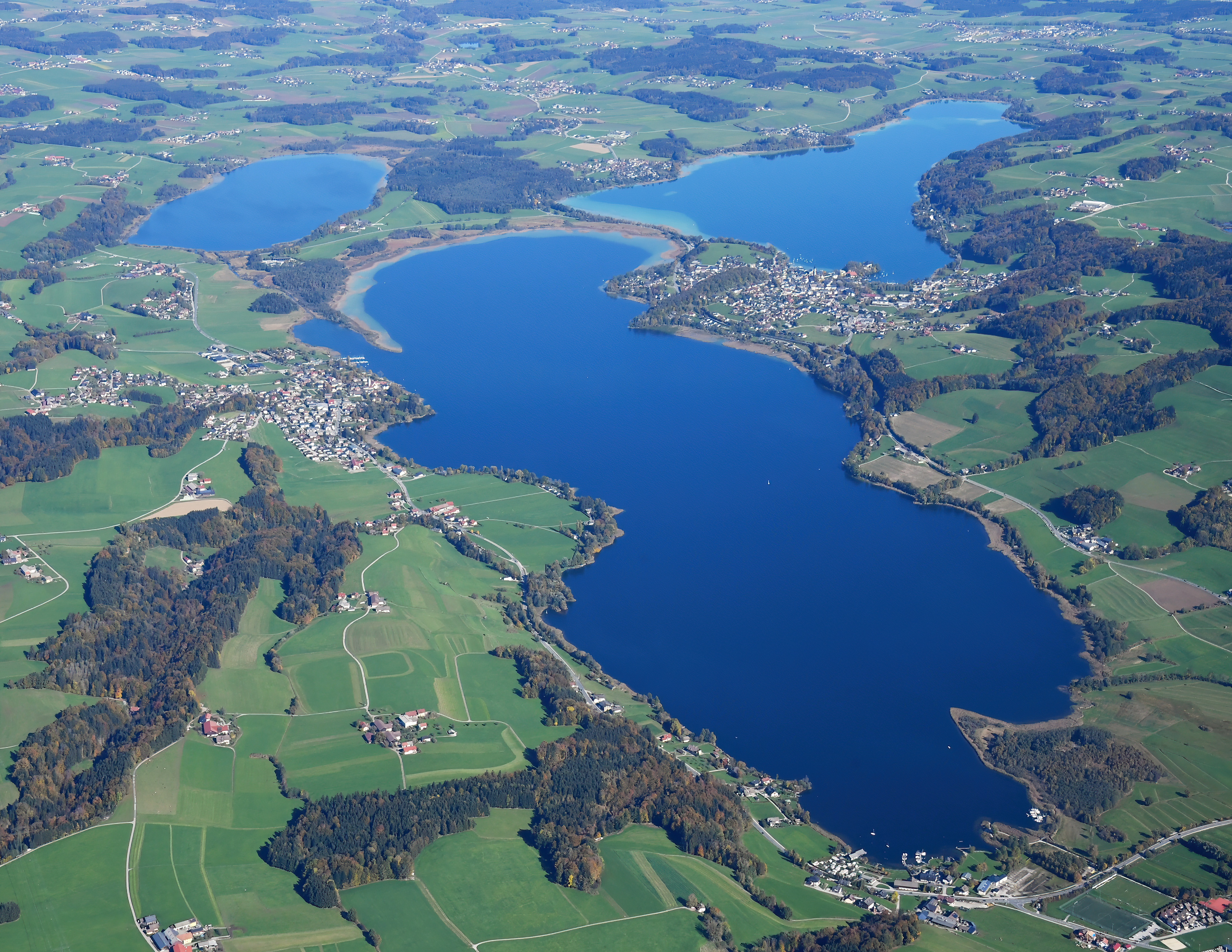
Das Salzburger Seengebiet mit den drei Trumer Seen: Links hinten Grabensee, vorn Obertrumer See, rechts hinten Mattsee (Blick Südwest)

Als Trumer Seen werden drei eng beisammenliegende, im Norden des Bundeslandes Salzburg im Bezirk Salzburg-Umgebung (Flachgau) befindliche Seen bezeichnet. Es sind dies der Obertrumer See, der Mattsee und der Grabensee. Mehrere Teile der Region stehen unter Naturschutz.

## Etymologie
Der Name leitet sich wahrscheinlich vom althochdeutschen Wort thrum „Ende, Grenze“ ab und bezeichnete wohl ursprünglich eine Flur. Alternativ könnte der Name auch mit dem indogermanischen Verb *dreu- „laufen“ in Zusammenhang stehen.

## Lage und Geologie
Die Region der Trumer Seen bildet zusammen mit dem Gebiet bis zum Wallersee einen Gutteil der Region Salzburger Seengebiet. Obwohl angrenzend, zählt diese nicht zum Salzkammergut und entwässert über die Mattig zum Inn bei Braunau. Das Gebiet der Trumer Seen umfasst die Gemeinden Obertrum am See, Mattsee, Seeham und Berndorf bei Salzburg sowie im weiteren Sinne die oberösterreichischen Gemeinden Perwang am Grabensee, Palting und Lochen am See, die an die Seen im Norden angrenzen. Dort spricht man landesgeographisch von Südinnviertler Seengebiet.
Die Trumer Seen sind Teile einer Gletscherendseelandschaft, die durch den Traungletscher und den Salzachgletscher geformt wurden, und liegen in der Moränenzone im Alpenvorland außerhalb der Nordalpen.

## Natur- und Landschaftsschutz
Die Trumer Seen stehen einschließlich teils ausgedehnter Uferbereiche als Landschaftsschutzgebiet Trumer Seen (LSG 60) unter Schutz. Ausgenommen davon sind die bebauten Gebiete um die Seen; lediglich der Weiler Zellhof liegt innerhalb des geschützten Raums.
Die wertvollen Ufermoore im Norden des Obertrumersees angrenzend an Grabesee und Mattsee sowie der engere Bereich um die Egelseen stehen zusätzlich unter Naturschutz und bilden gemeinsam das Salzburger Naturschutzgebiet Trumerseen (NSG 1) im Ausmaß von 413,89 Hektar. Es ist das älteste des Landes Salzburg. Außerdem wurde das Trumer Moos am Südufer des Obertrumersees getrennt als Naturschutzgebiet Obertrumer See (NSG 13) unter Schutz gestellt. 
Auf oberösterreichischer Seite liegen die Naturschutzgebiete Nordmoor am Grabensee (N106) und Nordmoor am Mattsee (N137), die beide zum Europaschutzgebietskomplex Wiesengebiete und Seen im Alpenvorland (FFH-Gebiet, EU08) gehören.